# A félelem bére (film, 1953)
A félelem bére (eredeti cím: Le salaire de la peur) 1953-ban bemutatott fekete-fehér francia–olasz filmdráma Henri-Georges Clouzot rendezésében. A forgatókönyv Georges Arnaud azonos című regénye nyomán készült. 
Közép-Amerikában játszódik, ahol egy olajcég nagy összeget ajánl fel azoknak, aki vállalják, hogy két, nitroglicerinnel megrakott teherautót elvisznek az onnan 500 kilométerre kigyulladt olajkút eloltásához. Négy kalandort választanak ki, akik hosszú és rendkívül veszélyes utazásba kezdenek, amely során megmutatják igazi arcukat, elszántságukat és önzésüket, valamint bepillantást adnak gondolataikba az életről, a nőkről és a szerelemről.
A film, amely Yves Montand első kirobbanó mozisikere volt, kiállta az idő próbáját és igazi klasszikussá vált. Magyarországon 1955. augusztus 4-én mutatták be. A film alapjául szolgáló regényből még további filmadaptációk születtek, ezek közül az 1977-ben készült, William Friedkin rendezte A félelem ára (Sorcerer) említésre méltó.

## Cselekmény
Valahol Guatemalában, a 20. század első felében.
Mario és Jo, két francia,  Bimba, aki német, és az olasz Luigi rövidebb-hosszabb ideje az elszigetelt Las Piedras városában rekedt.
A sivataggal körülvett várost csak egy leszállópálya köti össze a külvilággal, de a repülőút megfizethetetlen a számukra. Kevés munkalehetőség van a várost uraló amerikai vállalaton, a Southern Oil Company-n (SOC) kívül, amely a közeli olajmezőket üzemelteti, és egy fallal körülvett táborral rendelkezik a városon belül. A SOC vállalatot etikátlan gyakorlattal gyanúsítják, például a helyi munkások kizsákmányolásával és a törvények saját kézbe vételével, de a városlakók olyannyira függnek tőle, hogy inkább csendben szenvednek.
Mario egy szarkasztikus korzikai playboy, aki megvetéssel bánik hűséges szerelmével, Lindával. Jo idősödő ex-gengszter, aki nemrégen rekedt a városban. Bimba csendes férfi, akinek az apját a nácik meggyilkolták, és aki maga is három évig dolgozott egy sóbányában. Luigi, Mario szobatársa, vidám, szorgalmas ember, aki most tudta meg, hogy haldoklik, a tüdejébe került cementpor miatt. Mario összebarátkozik Jóval, mivel közös múltjuk, hogy Párizsban éltek, de harcias, arrogáns személyisége miatt szakadás alakul ki Jo és a kantin többi törzsvendége között. Mario egyetlen vágya, hogy otthagyja ezt az életet és visszatérhessen Párizsba.
Hatalmas tűz ütött ki az egyik olajmezőn, ami a helyszínen rendelkezésre álló eszközökkel olthatatlannak bizonyul, ami óriási veszteséget okoz a vállalatnak, és az olajtermelést is visszaveti. Az egyetlen módja annak, hogy a lángokat minél hamarabb eloltsák és a sérült kutat lezárják, az a nitroglicerinnel végrehajtott szándékos, ellenőrzött robbantás, ami elfojtja a tüzet.
Rövid időn belül és megfelelő felszerelés hiányában ezt két teherautóban elhelyezett, szilárdan rögzített kannákban kell szállítani a SOC 500 km távolságra lévő központjából. Az utak rossz állapota és a folyékony nitroglicerin erősen illékony és robbanékony természete miatt a munkát túl veszélyesnek tartják a szakszervezetben dolgozók, azaz a SOC alkalmazottai számára.
A vállalat művezetője, Bill O'Brien a helyi közösségből toboroz mindenre elszánt teherautó-sofőröket. Az életveszély ellenére a helyiek közül sokan önként jelentkeznek, akiket a magas fizetés csábít: 2000 dollár sofőrönként. Ez számukra egy vagyont jelent, és a pénzt néhányan úgy tekintik, mint az egyetlen kiutat zsákutcába jutott életükből. 
A jelentkezők körét négy, egyenként kiválasztott sofőrre szűkítik: Mariót, Bimbát és Luigit választják ki, valamint egy Smerloff nevű németet. Smerloff nem jelenik meg a megbeszélt napon, ezért Jo, aki O' Brient még a szeszcsempész korszakából ismeri, kerül a helyére. A többi sofőr azt gyanítja, hogy Jo valamilyen módon megfélemlítette Smerloffot, hogy megkönnyítse saját felbérlését. 
Indulás előtt a sofőröknek bemutatót tartanak: a művezető egy kis üvegben lévő nitroglicerinből óvatosan egyetlen cseppet ejt a talajra, ami meglepően nagy robbanást okoz. A sofőrök az emlékezetükbe vésik, hogy a nitroglicerin nagyobb rázkódásra, ütésre is robbanni tud. Azaz nem szabad hirtelen fékezni vagy gázt adni, legbiztosabb az egyenletes tempójú haladás.
Jo és Mario az egyik járműben szállítja a nitroglicerint, Luigi és Bimba a másikban, harminc perc választja el őket egymástól, hogy az egyik kocsi célba érhessen, ha a másik kocsi felrobban. A feladat végrehajtásához egyetlen rakomány is elegendő. 
A sofőröknek egy sor fizikai és mentális akadállyal kell megküzdeniük, köztük egy „mosódeszkának” nevezett, rendkívül durva útszakasszal, egy építési barikáddal, amely arra kényszeríti őket, hogy egy szakadék fölötti rothadó emelvény körül billegjenek, és egy sziklával, amely elzárja az utat. Jo rájön, hogy az idegei már nem olyanok, mint régen, és a többiek szembesítik Jót a növekvő gyávaságával. 
Luigi és Bimba teherautója előzetes jelek nélkül felrobban. Mario és Jo a szemközti helyoldalból látják a füstfelhőt és hallják a robbanást.
Mario és Jo a robbanás helyszínére érve csak egy nagy krátert talál, amely gyorsan megtelik olajjal, ami a robbanásban megrepedt csővezetékből származik. A robbanás okát csak találgatni lehet, hiszen nyomok nem maradtak. Jo kiszáll a járműből, hogy segítsen Mariónak átnavigálni az olajjal teli kráteren a csúszós talajon. A teherautó egyenletes haladása veszélybe kerül, és miközben kétségbeesetten próbálják megakadályozni, hogy elakadjon, Mario kénytelen elgázolni Jót, áthajt a lábain. Bár a jármű végül kiszabadul a sárból, Jo halálosan megsebesült, sérülése ellátására nincs mód. Mario becibálja a kocsiba és magával viszi.
Az olajmezőre érve Mariót és Jót hősként ünneplik, de Jo közben meghal, Mario pedig a kimerültségtől összeesik. 
Miután kipihente magát, Mario hazafelé tart ugyanazzal a teherautóval, amely most már megszabadult veszélyes rakományától. Barátai halála után megkapja az ő fizetésüket is, így dupla bért vesz fel, és visszautasítja a SOC által felajánlott sofőrjelöltséget, mert végleg szeretne elutazni erről a helyről. 
Mario ujjongva, gondtalanul vezet a hegyi úton, miközben a városban a kantinban partit rendeznek, ahol Mario barátai türelmetlenül várják a két órán belüli érkezését. Mario vakmerően veszi be a kanyarokat, hiszen már annyiszor kicselezte a halált ugyanazon az úton. Azonban túl gyorsan veszi az egyik kanyart, és a szalagkorláton keresztül Mario a kocsival együtt a szakadékba zuhan.

## Szereplők
| Szerep           | Színész           | Magyar hang      | Magyar hang       | Magyar hang    |
| Szerep           | Színész           | 1. szinkron      | 2. szinkron       | 3. szinkron    |
| ---------------- | ----------------- | ---------------- | ----------------- | -------------- |
| Mario Livi       | Yves Montand      | Gábor Miklós     | Kálmán György     | Kamarás Iván   |
| Jo               | Charles Vanel     | Mányai Lajos     | Gera Zoltán       | Reviczky Gábor |
| Luigi            | Folco Lulli       | Mádi Szabó Gábor | Csurka László     | Csuja Imre     |
| Bimba            | Peter van Eyck    | Bodor Tibor      | Somogyvári Rudolf | Kőszegi Ákos   |
| Linda            | Véra Clouzot      | Bánky Zsuzsa     | Földi Teri        | Huszárik Kata  |
| Bill O’Brien     | William Tubbs     | Greguss Zoltán   | Szabó Ottó        | Faragó András  |
| Pepito Hernandez | Darío Moreno      | Horváth Tivadar  | Fillár István     | Kerekes József |
| Hans Smerloff    | Jo Dest           | Latabár Árpád    | Szoó György       | Kárpáti Tibor  |
| Táborparancsnok  | Antonio Centa     | (n. a.)          | (n. a.)           | (n. a.)        |
| Bernardo         | Luis De Lima      | Kálmán György    | (n. a.)           | (n. a.)        |
| Dick             | Jeronimo Mitchell | Dömsödi János    | Tordy Géza        | (n. a.)        |

## Díjak, jelölések
Cannes-i fesztivál (1953)
- díj: Henri-Georges Clouzot (Nagydíj)
- díj: Charles Vanel (Külön dicséret)

Berlini Nemzetközi Filmfesztivál (1953)
- díj: Henri-Georges Clouzot (Arany Medve)

Francia Filmkritikusok Szövetségének díja (Méliès-díj) (1953)
- díj: Henri-Georges Clouzot (legjobb francia film)

BAFTA-díj (1955)
- díj: legjobb film

Ezüst Szalag díj (1955)
- díj: Henri-Georges Clouzot (legjobb idegen nyelvű film)

## Fordítás
- Ez a szócikk részben vagy egészben  a   The Wages of Fear című angol Wikipédia-szócikk fordításán alapul.  Az eredeti cikk szerkesztőit annak laptörténete sorolja fel. Ez a jelzés csupán a megfogalmazás eredetét és a szerzői jogokat jelzi, nem szolgál a cikkben szereplő információk forrásmegjelöléseként.